# 橘守国
橘 守国（たちばな もりくに、延宝7年〈1679年〉 - 寛延元年10月17日〈1748年11月7日〉）とは、江戸時代中期の大坂で活躍した狩野派の町絵師。多くの絵手本を出版し、ほぼ同時代の京阪で活躍した絵師で、同じく絵手本を多く出版した西川祐信や大岡春卜らと共に、後の浮世絵師たちに大きな影響を与えた。

## 来歴
狩野探幽の弟子・鶴沢探山の門人。大坂出身の人で本姓は楢村、名は有税。通称は惣兵衛または宗兵衛。後素軒、大助、楢村有税子と号す。その画法を伝えるために多くの絵本・絵手本を版行し、後の浮世絵のみならず歌舞伎にも大きな影響を与えた。そのため守国は本来浮世絵師ではなく、江戸時代の人々も「本絵師」だと認識していたが、大田南畝著の『浮世絵類考』では当初から項目が立てられている。
作品として正徳4年（1714年）刊行の『絵本故事談』（山本序周作）八巻9冊、享保4年（1719年）刊行の『唐土訓蒙図彙』（平住周道著）十四巻序巻一巻目録一巻15冊、享保20年（1735年）刊行の『扶桑画譜』（内藤道有編）五巻5冊、元文5年（1740年）刊行自画作の『絵本鶯宿梅』七巻7冊などが挙げられる。なお『絵本故事談』を刊行した頃、狩野派の画法を公刊したために狩野派を破門されたとも言われるが、この逸話の初出は明治以降で史実かどうかは判別しがたい。享保5年（1720年）刊行の自画作の『絵本写宝袋』九巻10冊や享保14年（1729年）刊行の自画作の『絵本通宝志』九巻10冊なども知られており、生涯におよそ20余種の絵手本などを手掛け、版刻の精巧は緻密である。
反面、肉筆画は現存する作品は極めて少ない。数少ない作例として「摂津国四天王寺図」や、大阪市平野区の杭全神社に奉納された絵馬「影向松図」などが知られている。享年70。墓所は、大阪市中央区中寺の久成寺（くじょうじ）。守国の版本は死後も需要が高かったらしく、没後の寛延2年（1749年）に『運筆麁画』三巻3冊などが刊行されるなど江戸時代を通じて再版され続け、中には明治版行の本もある。
門人は『无名翁随筆』では多かったと記されているが、当時の人名録を見ると実際には少なかったらしく、息子の橘保国、橘国雄、葛蛇玉、篠崎輔嗣が確認される程度で、橘家も幕末には絶えてしまったという。

## 作品
- 「摂津国四天王寺図」 紙本着色 3幅対 四天王寺所蔵
- 「影向松図」 板地着色 杭全神社所蔵
- 「龍図天井画」 尼崎市・久々知須佐男神社所蔵
- 「秋草図屏風」 紙本著色 六曲一隻 個人蔵
- 「邯鄲夢の枕図」 絹本著色 一幅 個人蔵
- 「仏涅槃図」1718年作　一幅　個人蔵